# 제이크 스몰린스키
제이콥 마이클 스몰린스키(영어: Jacob Michael Smolinski, 1989년 2월 9일 ~ )는 미국의 야구 선수이자, 전 KBO 리그 NC 다이노스의 외야수이다.

## 미국 프로야구시절
2007년 워싱턴 내셔널스에 지명됐다.
2014년에 텍사스 레인저스에 입단했고, 데뷔 경기를 가졌다.
2019년엔 탬파베이 레이스 산하 마이너리그 트리플A 팀인 더럼 불스에서 타율 0.270에 홈런 12개, 도루 9개를 기록했다.

## KBO리그시절

### NC 다이노스시절
2019년 7월 4일 크리스티안 베탄코트를 대체할 야수로 총액 40만(옵션 10만) 달러에 영입되었다.
7월 11일 롯데 자이언츠와의 경기에서 데뷔했다. 7월 17일 청주야구장에서 열린 한화 이글스와의 경기에서 3번타자 우익수로 출전해, 7회초 1사 1루에서 황영국을 상대로 2점 홈런을 기록하면서 KBO 리그 데뷔 첫 홈런을 기록했다. 6타수 4안타 3타점 3득점을 기록했다.
8월 13일 대전야구장에서 열린 한화 이글스와의 경기에서는 6타점을 기록하면서, NC 다이노스의 10-2 승리에 기여했다.
2019년 시즌 55경기 타율 0.229 47안타 9홈런 42타점 32득점을 기록했다.
시즌 종료 후, 재계약에 실패했고, NC 다이노스는 알테어를 영입했다.

## 통산 기록
| 연도 | 팀명  | 타율  | 경기 | 타수 | 득점 | 안타 | 2루타 | 3루타 | 홈런 | 루타 | 타점 | 도루 | 도실 | 볼넷 | 사구 | 삼진 | 병살 | 장타율 | 출루율 | 실책 |
| ---- | ----- | ----- | ---- | ---- | ---- | ---- | ----- | ----- | ---- | ---- | ---- | ---- | ---- | ---- | ---- | ---- | ---- | ------ | ------ | ---- |
| 2019 | NC    | 0.229 | 55   | 205  | 32   | 47   | 14    | 1     | 9    | 90   | 42   | 3    | 1    | 16   | 5    | 31   | 7    | 0.439  | 0.298  | 3    |
| 통산 | 1시즌 | 0.229 | 55   | 205  | 32   | 47   | 14    | 1     | 9    | 90   | 42   | 3    | 1    | 16   | 5    | 31   | 7    | 0.439  | 0.298  | 3    |

## 출신학교
- 보이란 카톨릭 하이 스쿨